# وفاة رونالد ريغان وجنازته الرسمية
في 5 يونيو 2004، توفي رونالد ريغان، الرئيس الأربعين للولايات المتحدة، بعد أن عانى من مرض آلزهايمر لمدة عقد تقريبا. كان ريغان أول رئيس أمريكي سابق يموت منذ ريتشارد نيكسون في عام 1994. في سن 93 عاما و120 يوما، كان ريغان أطول رئيس للولايات المتحدة عمراً في التاريخ حتى 12 نوفمبر 2006، عندما تم تجاوز سجله من قبل جيرالد فورد. تبعت جنازته الرسمية التي دامت سبعة أيام. بعد وفاة ريغان، تم أخذ جثته من منزله في بيل إير، لوس أنجلوس إلى دار جنازة كينغسلي وجيتس في سانتا مونيكا، كاليفورنيا لإعداد الجثة للدفن. في 7 يونيو، تم نقل تابوت ريغان عن طريق عربة الموتى وعرض في مكتبة رونالد ريغان الرئاسية في سيمي فالي، كاليفورنيا، ثم طار إلى واشنطن العاصمة في 9 يونيو للقداس والمشاهدة العامة والإشادة في مبنى الكابيتول الأمريكي.
بعد الرقود في سلام لمدة 34 ساعة في مبنى الكابيتول، أقيمت جنازة رسمية في كاتدرائية واشنطن الوطنية في 11 يونيو، اليوم الذي أعلن فيه الرئيس جورج دبليو بوش يوم حداد وطني. في وقت لاحق من ذلك اليوم، بعد القداس، نُقل تابوت ريغان إلى كاليفورنيا للدفن في مكتبة ريغان الرئاسية. وقد نفذت الجنازة الحكومية من قبل المنطقة العسكرية في واشنطن (MDW). كان ريغان أول رئيس أمريكي سابق يموت في القرن الحادي والعشرين.

## الوفاة
في صباح 5 يونيو 2004، كانت هناك تقارير تفيد بأن صحة ريغان قد تدهورت بشكل كبير، بعد تسع سنوات من مرض آلزهايمر. وفقًا لابنة ريغان، باتي ديفيس، «في اللحظة الأخيرة، عندما أخبرنا تنفسه أنها النهاية، فتح عينيه ونظر مباشرة إلى أمي. العيون التي لم تفتح لأيام لم تكن طباشيرية أو مبهمة كانوا واضحين وزرقاء ومليئين بالحب إذا كان الموت يمكن أن يكون جميلا، فموته كان». زوجته، السيدة الأولى السابقة نانسي ريغان أخبرته أن اللحظة كانت «أعظم هدية يمكن أن تعطيني إياها». توفي من الالتهاب الرئوي في منزله في الساعة 13:09 بتوقيت المحيط الهادئ، في سن 93.

كان الرئيس جورج دبليو بوش في باريس عندما توفي ريغان ونوه بالموت في مؤتمر صحفي.